# Torneo di Viareggio 1996
Il Torneo di Viareggio 1996, quarantottesima edizione del torneo calcistico riservato alle formazioni giovanili di squadre di tutto il mondo, si è tenuto tra il 4 febbraio e il 19 febbraio 1996. Il torneo al quale hanno partecipato 24 squadre da 10 paesi è stato vinto dal Brescia per la prima volta nella storia della competizione.

## Squadre partecipanti
Squadre italiane
- Atalanta
- Bari
- Brescia
- Cagliari
- Cesena
- Cosenza
- Fiorentina
- Inter
- Juventus

- Lazio
- Napoli
- Nola
- Padova
- Palermo
- Parma
- Roma
- Torino

Squadre europee
- Slavia Praga -
- Bayern Monaco -
- Dinamo Kiev -
- Monthey -

Squadre oceaniane
- Marconi Stallions -

Squadre americane
- Pumas UNAM -
- Nacional -

## Formato
Le 24 squadre partecipanti sono state suddivise in sei gironi. Le quattro squadre di ogni girone si affrontano in gare di sola andata. Si qualificano al secondo turno le prime e le seconde classificate. Nel secondo turno le squadre qualificate vengono divise in due gruppi e si affrontano in scontri ad eliminazione diretta, con l'eventuale esecuzione dei calci di rigore al termine dei tempi regolamentari. Passano ai quarti di finale le vincitrici degli incontri e una squadra per gruppo viene ripescata come miglior perdente. Dai quarti di finale in poi dopo i tempi regolamentari, due tempi supplementari da 15 minuti ciascuno, seguiti in caso di parità dai calci di rigore. Le perdenti delle semifinali si affrontano nella finale di consolazione, eventualmente risolta con i calci di rigore dopo i 90 minuti regolamentari. Le vincenti delle semifinali giocano la finale: in caso di parità dopo tempi regolamentari e tempi supplementari, la gara viene ripetuta e in caso di ulteriore parità dopo tempi regolamentari e tempi supplementari si procede ai calci di rigore

## Fase a gruppi

### Gruppo 1
| Squadra       | Punti | G | V | N | P | GF | GS | DR |
| ------------- | ----- | - | - | - | - | -- | -- | -- |
| Torino        | 7     | 3 | 2 | 1 | 0 | 6  | 4  | +2 |
| Cagliari      | 5     | 3 | 1 | 2 | 0 | 5  | 4  | +1 |
| Padova        | 4     | 3 | 1 | 1 | 1 | 3  | 3  | 0  |
| Bayern Monaco | 0     | 3 | 0 | 0 | 3 | 2  | 5  | -3 |

| Torino | 2 - 2 | Cagliari |

| Padova | 1 - 0 | Bayern Monaco |

| Torino | 2 - 1 | Padova |

| Cagliari | 2 - 1 | Bayern Monaco |

| Torino | 2 - 1 | Bayern Monaco |

| Cagliari | 1 - 1 | Padova |

### Gruppo 2
| Squadra     | Punti | G | V | N | P | GF | GS | DR |
| ----------- | ----- | - | - | - | - | -- | -- | -- |
| Fiorentina  | 9     | 3 | 3 | 0 | 0 | 5  | 0  | +5 |
| Parma       | 6     | 3 | 2 | 0 | 1 | 4  | 1  | +3 |
| Dinamo Kiev | 1     | 3 | 0 | 1 | 2 | 1  | 5  | -4 |
| Nola        | 1     | 3 | 0 | 1 | 2 | 1  | 5  | -4 |

| Fiorentina | 1 - 0 | Parma |

| Dinamo Kiev | 1 - 1 | Nola |

| Fiorentina | 1 - 0 | Dinamo Kiev |

| Parma | 1 - 0 | Nola |

| Fiorentina | 3 - 0 | Nola |

| Parma | 3 - 0 | Dinamo Kiev |

### Gruppo 3
| Squadra  | Punti | G | V | N | P | GF | GS | DR |
| -------- | ----- | - | - | - | - | -- | -- | -- |
| Lazio    | 7     | 3 | 2 | 1 | 0 | 5  | 1  | +4 |
| Cosenza  | 6     | 3 | 2 | 0 | 1 | 5  | 3  | +2 |
| Inter    | 4     | 3 | 1 | 1 | 1 | 3  | 6  | -3 |
| Nacional | 0     | 3 | 0 | 0 | 3 | 1  | 4  | -3 |

| Lazio | 1 - 0 | Cosenza |

| Inter | 1 - 0 | Nacional |

| Lazio | 1 - 1 | Inter |

| Cosenza | 2 - 0 | Nacional |

| Lazio | 2 - 0 | Nacional |

| Cosenza | 3 - 0 | Inter |

### Gruppo 4
| Squadra           | Punti | G | V | N | P | GF | GS | DR |
| ----------------- | ----- | - | - | - | - | -- | -- | -- |
| Cesena            | 5     | 3 | 1 | 2 | 0 | 6  | 3  | +3 |
| Palermo           | 5     | 3 | 1 | 2 | 0 | 6  | 3  | +3 |
| Roma              | 5     | 3 | 1 | 2 | 0 | 5  | 4  | +1 |
| Marconi Stallions | 0     | 3 | 0 | 0 | 3 | 2  | 9  | -7 |

| Cesena | 1 - 1 | Palermo |

| Roma | 2 - 1 | Marconi Stallions |

| Cesena | 1 - 1 | Roma |

| Palermo | 3 - 0 | Marconi Stallions |

| Cesena | 4 - 1 | Marconi Stallions |

| Palermo | 2 - 2 | Roma |

### Gruppo 5
| Squadra      | Punti | G | V | N | P | GF | GS | DR  |
| ------------ | ----- | - | - | - | - | -- | -- | --- |
| Juventus     | 9     | 3 | 3 | 0 | 0 | 9  | 0  | +9  |
| Bari         | 6     | 3 | 2 | 0 | 1 | 7  | 1  | +6  |
| Slavia Praga | 3     | 3 | 1 | 0 | 2 | 3  | 5  | -2  |
| Monthey      | 0     | 3 | 0 | 0 | 3 | 1  | 14 | -13 |

| Juventus | 1 - 0 | Bari |

| Slavia Praga | 3 - 1 | Monthey |

| Juventus | 2 - 0 | Slavia Praga |

| Bari | 5 - 0 | Monthey |

| Juventus | 6 - 0 | Monthey |

| Bari | 2 - 0 | Slavia Praga |

### Gruppo 6
| Squadra    | Punti | G | V | N | P | GF | GS | DR |
| ---------- | ----- | - | - | - | - | -- | -- | -- |
| Atalanta   | 7     | 3 | 2 | 1 | 0 | 5  | 2  | +3 |
| Brescia    | 6     | 3 | 2 | 0 | 1 | 3  | 2  | +1 |
| Napoli     | 4     | 3 | 1 | 1 | 1 | 2  | 2  | 0  |
| Pumas UNAM | 0     | 3 | 0 | 0 | 3 | 2  | 6  | -4 |

| Atalanta | 2 - 1 | Brescia |

| Napoli | 2 - 1 | Pumas UNAM |

| Atalanta | 0 - 0 | Napoli |

| Brescia | 1 - 0 | Pumas UNAM |

| Atalanta | 3 - 1 | Pumas UNAM |

| Brescia | 1 - 0 | Napoli |

## Secondo turno ad eliminazione diretta
| Brescia | 4 - 2 | Juventus |

| Atalanta | 2 - 1 | Bari |

| Cesena | 3 - 1 | Cosenza |

| Fiorentina | 0 - 0 (6-5 dtr) | Cagliari |

| Lazio | 1 - 0 | Palermo |

| Torino | 3 - 3 (8-6 dtr) | Parma |

## Fase finale
|  | Quarti di finale | Quarti di finale |             |       | Semifinali                | Semifinali                |  |  | Finale      | Finale |
|  |                  |                  |             |       |                           |                           |  |  |             |        |
|  | 15 febbraio      |                  |             |       |                           |                           |  |  |             |        |
|  |                  |                  |             |       |                           |                           |  |  |             |        |
|  | Brescia (dtr)    | 0 (1)            |             |       |                           |                           |  |  |             |        |
|  | Brescia (dtr)    | 0 (1)            | 17 febbraio |       |                           |                           |  |  |             |        |
|  | Atalanta         | 0 (0)            |             |       |                           |                           |  |  |             |        |
|  | Atalanta         | 0 (0)            | Brescia     | 5     |                           |                           |  |  |             |        |
|  | 15 febbraio      |                  | Brescia     | 5     |                           |                           |  |  |             |        |
|  |                  | Cesena           | 0           |       |                           |                           |  |  |             |        |
|  | Cesena           | Cesena           | 0           | 1     |                           |                           |  |  |             |        |
|  | Cesena           |                  | 19 febbraio | 1     |                           |                           |  |  |             |        |
|  | Bari             | 0                |             |       |                           |                           |  |  |             |        |
|  | Bari             | 0                | Brescia     | 3     |                           |                           |  |  |             |        |
|  | 15 febbraio      |                  | Brescia     | 3     |                           |                           |  |  |             |        |
|  |                  | Parma            | 1           |       |                           |                           |  |  |             |        |
|  | Parma (dtr)      | Parma            | 1           | 0 (3) |                           |                           |  |  |             |        |
|  | Parma (dtr)      | 17 febbraio      |             | 0 (3) |                           |                           |  |  |             |        |
|  | Fiorentina       | 0 (0)            |             |       |                           |                           |  |  |             |        |
|  | Fiorentina       | 0 (0)            | Parma (dtr) | 0 (4) | Finale per il terzo posto | Finale per il terzo posto |  |  |             |        |
|  | 15 febbraio      |                  | Parma (dtr) | 0 (4) | Finale per il terzo posto | Finale per il terzo posto |  |  |             |        |
|  |                  | Lazio            | 0 (3)       |       |                           |                           |  |  |             |        |
|  | Lazio            | Lazio            | 0 (3)       | 2     | Cesena                    | 2                         |  |  |             |        |
|  | Lazio            |                  |             | 2     | Cesena                    | 2                         |  |  |             |        |
|  | Torino           | 1                |             | Lazio | 0                         |                           |  |  |             |        |
|  | Torino           | 1                |             |       | 0                         |                           |  |  |             |        |
|  |                  |                  |             |       |                           |                           |  |  | 19 febbraio |        |
|  |                  |                  |             |       |                           |                           |  |  |             |        |

### Finale 1º - 2º posto
| Viareggio 19 febbraio 1996, ore 15:00 CET                                                 | Brescia   | 3 – 1              | Parma | Stadio dei Pini |
| \| \| \| \| \| Bono 21’ Campolonghi 45’ Baronio 65’ \| Marcatori \| 58’ (rig.) Triuzzi \| |           |                    |       |                 |
|                                                                                           |           |                    |       |                 |
| Bono 21’ Campolonghi 45’ Baronio 65’                                                      | Marcatori | 58’ (rig.) Triuzzi |       |                 |